# Plérin
Plérin (tiếng Breton: Plerin, Gallo: Plérein) là một coastal commune in the Côtes-d'Armor department in Bretagne in northwestern Pháp.

## Dân số
Người dân ở Plérin được gọi là Plérinais.